# Young, Shy & Handsome
Young, Shy & Handsome (YS&H) är en svensk jazzgrupp som består av
- Nils Janson, trumpet, flygelhorn
- Daniel K Johansson, trombon
- Staffan Findin, bastrombon
- Linus Lindblom, altsax
- Daniel Agurén, piano, arrangemang
- Svante Söderqvist, kontrabas
- Calle Rasmusson, trummor

Gruppen bildades år 2000 på initiativ av Daniel Agurén som är gruppens pianist och arrangör. Till en början spelades uteslutande musik komponerad av Burt Bacharach, men sedan gruppen återuppstod 2008 efter ett antal års inaktivitet har även annat material från främst 60-talets Jazz-, Pop- och Filmmusik lagts till repertoaren. Bandet utkom 2008 med albumet YS&H på skivbolaget D-Disk. Albumet fick beröm i pressen för sin melodiska ton och hur de aktualiserat den lättlyssnade 60-talsmusiken.

## Diskografi
- 2008 - YS&H